# اوپا-لوکا نورت (فلوریدا)
اوپا-لوکا نورت (به انگلیسی: Opa-locka North) یک منطقهٔ مسکونی در ایالات متحده آمریکا است که در شهرستان میامی-دید، فلوریدا واقع شده‌است. اوپا-لوکا نورت ۵٫۹ کیلومتر مربع مساحت و ۶٬۲۲۴ نفر جمعیت دارد.